# Liste der Baudenkmäler in Merzenich
Die Liste der Baudenkmäler in Merzenich enthält die denkmalgeschützten Bauwerke auf dem Gebiet der Gemeinde Merzenich im Kreis Düren in Nordrhein-Westfalen (Stand: April 2021). Diese Baudenkmäler sind in der Denkmalliste der Gemeinde Merzenich eingetragen; Grundlage für die Aufnahme ist das Denkmalschutzgesetz Nordrhein-Westfalen (DSchG NRW).

| Bild                                  | Bezeichnung                           | Lage                                             | Beschreibung | Bauzeit         | Eingetragen seit                  | Denkmal- nummer |
| ------------------------------------- | ------------------------------------- | ------------------------------------------------ | --- | --------------- | --------------------------------- | --------------- |
| Kath. Pfarrkirche St. Amandus         | Kath. Pfarrkirche St. Amandus         | Girbelsrath Hauptstraße 31 Karte                 | Baujahr: 1883 / 1884 (Architekt Lange, Köln), neuromanische Backstein-Saalkirche mit vorgestelltem Westturm, 4 Joche mit Schlüssellochfenster, der gestelzte Chor mit 5/8-Schluss; außen halbrund, hölzerne Tonnendecke mit Konsolsäulenstützung die innere Wandfläche mit eingestelltem Rundbogenfries, die Apsis mit Rippenwölbung, die hölzerne Orgelempore, das Gestühl, Altar und Ausstattung weitgehend aus der Bauzeit, der Turm mit südlichem Kirchenportal, im Erdgeschoss eine Renaissanceepithaph von 1594 aus der alten Kirche Merzenich. 1986 Renovierung, Restaurierung der Orgel; 1989 Umgestaltung des Kirchenvorplatzes. | 1883 / 1884     | 07.06.1985                        | 1               |
| Friedhofskreuz auf Friedhof           | Friedhofskreuz auf Friedhof           | Girbelsrath Hauptstraße Karte                    | Steinernes, verputztes Friedhofskreuz auf hohem profilierten Sockel mit eingesetzter Monstranznische, das Kreuz mit gegossenem Korpus, Monstranznische blau gefasst. | 1852            | 07.06.1985                        | 2               |
| Fachwerkhaus                          | Fachwerkhaus                          | Girbelsrath Hauptstraße 58 Karte                 | 1774 laut Ankerbalken; 1 ½-geschossiges, giebelständiges Fachwerkhaus, der Giebel zu 2 Achsen, die Erdgeschoss-Fenster als Kreuzstockfenster ausgebildet, die linke freistehende Traufseite im vorderen Bereich des dort unterkellerten Hauses nächst der rechten Ecke mit einem weiteren Kreuzstockfenster, daran anschließend einfaches Fenster und Eingang mit ursprünglich beschriftetem Sturzbalken und darübersitzendem vergittertem Oberlicht, rückwärtig anschließend Türen und Fenster des ehemaligen Stallbereichs, das Fachwerk mit liegenden Gefachen und Zapfenschlössern, das Fachwerk wiederholt verändert, allein das rechte traufseitige Kreuzstockfenster weitgehend im Originalzustand belassen, das Haus auf verputztem Bruchsteinsockel; das Haus wurde zur Zeit der Bestandsaufnahme des Rheinischen Amtes für Denkmalpflege (Anfang der 1980er Jahre) völlig restauriert mit neuen Schwemmsteingefachen und einzelnen ergänzenden Holzteilen, im Dach 4 moderne Dachgauben. Das Wohnhaus war im oberen Bereich unbewohnt, bereits vor Erwerb durch den heutigen Eigentümer ist ein Backofen entfernt worden; ursprüngliche Raumaufteilung mittig die Diele, links und rechts flankiert von je zwei Zimmern, Treppensituation geändert, die ursprüngliche Ausfachung überstrichen, ursprüngliche Eingangssituation wiederhergestellt, Türsturz mit stark verwitterter, fast unleserlicher Inschrift; der Stall ursprünglich mit Lehmboden, z. T. Reste von Pflaster unter Beton, ursprünglich noch Futtertröge und Futterkrippe vorhanden, heute Wohnraum mit Pflasterung, Decken zum größten Teil original mit Ausbesserungen, von Stützkonstruktionen abgesichert. | 1774            | 07.06.1985                        | 3               |
| Backstein - Hofanlage                 | Backstein - Hofanlage                 | Golzheim Aachener Straße 7 Karte                 | Baujahr 1851 laut Maueranker; Backstein-Hofanlage, zur Straße das Wohnhaus zweigeschossig zu 5 Achsen mit mittlerem Eingang, die Fenster mit Sohlbänken und Kämpfersteinen aus Blaustein, die Tür mit Blausteingewände, nach rechts angeschlossen ein niedrigerer Torbau mit korbbogigem Tor. Rollos zugunsten von Schlagläden in ursprünglicher Form entfernt, Steine rötlich getönt, hofseitig moderner Anbau, Torbau mit Fachwerkkonstruktion, Stall mit drei Eingangstüren, davon die nördlichste quergeteilt, Scheune mit breiter Durchfahrt zum Garten, im Inneren Kölner Decken weitgehend erhalten, Bodenbelag mit modernen Platten, Einbau einer modernen Heizungsanlage, Kachelofen jedoch noch erhalten, das Dachgeschoss ausgebaut, Raumaufteilung weitgehend erhalten geblieben. | 1851            | 07.06.1985                        | 4               |
| Wegekreuz                             | Wegekreuz                             | Golzheim Aachener Straße vor Nr. 40 Karte        | Baujahr um 1860; reich geschmücktes, mit Rankenwerk verziertes INRI rot gefasst, der Christus-Korpus beige mit Dornenkrone und Lendenschurz, die Figur der Gottesmutter am Fuß des Kreuzes in Rankenwerk mit Gewandung und dunkelgrauem Kapuzenteil und Untergewand, der Sockel gerissen. Das Kreuz wurde nach einer starken Beschädigung durch Baumbruch überarbeitet. | 1860            | 07.06.1985                        | 5               |
| Blausteinkreuz                        | Blausteinkreuz                        | Golzheim Aachener Straße Karte                   | Baujahr wahrscheinlich 17. Jahrhundert; kleines Blausteinkreuz mit unleserlicher Inschrift, Lage nicht ursprünglich. Reste der Inschrift in gotisierender Form noch vorhanden, Kanten des Kreuzes gebrochen, das Kreuz stark verwittert, seit der Bestandsaufnahme keine Aufarbeitung. Standort wurde nach einer Überarbeitung um 100 m verlegt. | 17. Jh.         | 07.06.1985                        | 6               |
| Blausteinkreuz                        | Blausteinkreuz                        | Golzheim Burgweg 17 Karte                        | 1725; mit Inschrift, das Kreuz auf hohem, gemauertem und verputztem Sockel. 1999/2000 wiederhergerichtet: Wildwuchs entfernt, teilzerstörtes Mauerwerk ersetzt, neuer Verputz, Inschrift des Grabkreuzes wieder leserlich. | 1725            | 07.06.1985                        | 8               |
| Stacherburg                           | Stacherburg                           | Golzheim Buirer Straße 14 Karte                  | Baujahr 18. Jahrhundert und 1768 laut Maueranker; das Wohnhaus 1774 laut Türsturzdatierung; offene 4-flügelige Hofanlage aus Backstein, zur Straße ein 1-geschossiger Torflügel mit mittlerem, pavillonartigem Torbau und Mansarddach, das straßenseitige Traufgesims mit abgerundeten Backsteinen geformt, der Hof rechts mit eisendatiertem Scheunen Flügel, dieser mit 2 korbbogigen Zufahrten und weit vorkragendem Dach, dem Torbau gegenüber ein weiterer 1-geschossiger Bau, mit axial dem Torbau gegenüberliegender, korbbogiger Durchfahrt zum rückwärtigen Gelände, die Durchfahrt flankieren hofseitig 2 Seitentreppen der Zeit um 1900 mit hölzernen Überdachungen, die linke Seite des Hofes nimmt ein freistehendes Wohnhaus ein mit 5:2 Achsen und Walmdach, das Wohnhaus aus Backstein mit Ecken aus Werkstein verstärkt, die Fenster und Türen mit geradem Sturz und Blausteingewänden, die Eingangstür in der 4. Achse mit Oberlicht, das Erdgeschoss rundum vergittert. Abschnittsweise Renovierung des Wohnhauses in enger Abstimmung mit dem Rheinischen Amt für Denkmalpflege, um 1980 Änderung des Treppenaufgangs, die ursprüngliche Raumaufteilung wurde erhalten, im Obergeschoss Kölner Decken freigelegt und wiederhergestellt, im Erdgeschoss ebenfalls beabsichtigt, im Wohnzimmer soll sich unter dem Teppichboden ein Keramikbelag in Mosaikform erhalten haben, der ebenfalls freigelegt werden soll, unter dem Außenputz sollen sich noch gemauerte Rundbögen oberhalb der Fensterstürze befinden. Der Hof wurde zum Teil neu gepflastert, die Scheune neu eingedeckt, die Stallungen blieben außen unverändert, im Inneren 2000 als Büro und Werkstätten genutzt, der vordere Bogen der den Torbau gegenüberliegenden Durchfahrt nach Beschädigung erneuert. | 1768 u. 1774    | 07.06.1985                        | 9               |
| Kath. Pfarrkirche St. Gregorius       | Kath. Pfarrkirche St. Gregorius       | Golzheim Buirer Straße 28 Karte                  | Baujahr: 1896/1897 neugotische Backsteinkirche mit vorgestelltem Westturm und niedrigem Faltdach, die westlichen Langhausecken durch Treppentürme mit spitzen Helmen verstärkt, der Innenraum als 3-schiffige Hallenkirche ausgebildet mit Querschiff, 4 Joche, der gestelzte Chor mit 2 Jochen und 3/8-Schluss, die Bleiverglasung aus der Bauzeit. 1989/1990 umfassende Renovierung: Sanierung der Decken und Dächer der Sakristeikapellen, Grundarbeiten im Altarraum, Einbau einer (neuen) Heizungsanlage, Anstrich der Innenwände, Neugestaltung der Kreuzwegmosaiken durch farbig neue Rahmung, neuer gotisierender Plattenbelag, Entfernung des modernen, nach 1962 eingebauten Inventars und Ersetzung in gotisierenden Formen (Ambo, Sakramentsstehle, Bänke (teilweise), Beichtstuhl), Altar ebenfalls Neuanschaffung; 1994 Überarbeitung der Glocken, 1999/2000 farbige Neufassung der Muttergottes-Figur. | 1896 / 1897     | 11.06.1985                        | 10              |
| Hauskreuz                             | Hauskreuz                             | Golzheim Buirer Straße 44 Karte                  | Baujahr: um 1860; in Hausnische eingestelltes, plumpes Holzkreuz mit 3-Pass-Endungen und Nischen-Konsole im Sockel, hölzerner Korpus, Kreuz und Korpus farbig gefasst. Nach Auskunft der Eigentümerin um 1988 farbig gefasst, Einfassung, auch um die Nischenkonsole, blau, die Wunden Christi rot gefasst, der Korpus weiß, die Dornenkrone und der Lendenschurz blau gefasst, ebenso die Inschrift INRI, übliche Teil weiß. | um 1860         | 11.06.2013                        | 11              |
| Kirchturm der alten Pfarrkirche       | Kirchturm der alten Pfarrkirche       | Golzheim Johann-Kaspar-Krantz-Straße Karte       | 15. / 16. Jahrhundert; 3-geschossiger Backsteinturm mit Rippengewölbe aus Backstein im Erdgeschoss und Zeltdacheindeckung, im Pfeiler Blausteingedenkplatte mit Inschrift des 17. Jahrhunderts, auf dem Friedhof Blausteinkreuze des 17. u. 18. Jahrhunderts sowie Grabsteine des 19. Jahrhunderts; im nordwestlichen Pfeiler Gewölbeschlussstein eingemauert mit Datierung 1569. 1999 Vorplatz neu gepflastert graue Plattierung statt bisher gelblichem Ziegelbelag, im Juli 2000 Reparaturen am Dach nach Sturmschäden; der Putzsockel mit starken Feuchtigkeitsschäden und in Teilen bereits abgängig. | 15. / 16. Jh.   | 11.06.1985                        | 12              |
| Eckmauerung Pfarrgarten und Steinsarg | Eckmauerung Pfarrgarten und Steinsarg | Golzheim Pastoratsstraße 20 Karte                | Eckmauerung der alten Friedhofsmauer mit leerem Bildstock, die Nische vergittert, davor 2 Lindenbäume; auf dem Hügel Steinsarg. 1990 neu gestaltet; Nische mit gelben kleinflächigen Plättchen verkleidet, in der Nische Figur des Hl. Florians, die Nische mit neuem Gitter ausgestattet und verglast, unterhalb der Natursteinplatte, die als Sakramentskonsole dient, großflächige Platte mit Inschrift „Sankt Florian 1990“, vor dem Bildstock Kopfsteinpflaster; der römische Steinsarg wurde 1933 in der Nähe von Golzheim gefunden und auf den Hügel aufgestellt, Ausbruch sowohl im Deckel wie in der Oberkante des Sarges mittlerweile verschlossen. | keine Angaben   | 11.06.1985                        | 13              |
| Wegekreuz vor Gut Neuseelrath         | Wegekreuz vor Gut Neuseelrath         | Golzheim Dürener Straße Karte                    | Um 1870; Holzkreuz mit Palmettenendungen, hölzerner Korpus, Fassung verwittert. Heute hinter einer Hecke verborgen; Reste der roten Fassung des Kreuzes noch sichtbar, Farbgebung des Korpus weitgehend verwittert, vermutlich ursprünglich beige, einfache Konsole aus halbrunder Platte und geschwungenen Tragholz; das Kreuz mit Giebel abgedeckt. | um 1870         | 11.06.1985                        | 14              |
| Fachwerkhaus                          | Fachwerkhaus                          | Golzheim Hunsgasse 7 Karte                       | Mitte des 19. Jahrhunderts; 1-geschossige Fachwerk-Hofanlage auf verputztem Bruchsteinsockel, zur Straße traufenständig das Wohnhaus, rechts 4 Öffnungen mit dem Eingang nach links die Toreinfahrt und weiteres, linkes Fenster für einen Wohnbereich, rückwärtig an diesen Teil anschließend ein hofseitiger Verbindungsflügel, den Hof abschließend ein Scheunenbau aus Fachwerk. Wohnhaus seit 1986 in enger Abstimmung mit dem Rheinischen Amt für Denkmalpflege in Stand gesetzt, neue Fundamente und Bodenplatte erstellt, statt Bruchstein waren Lehmziegel verbaut, die Raumeinteilung weitgehend erhalten, Diele und Küche zusammengefasst, marode Fachwerkwand zwischen ehem. Diagonale und östlich angrenzendem Raum ersetzt, Dachgeschoss ausgebaut, Dachgauben eingebaut, ursprüngliche Dachkonstruktion unter neuem Dach erhalten, Tordurchfahrt überbaut, linker Bauteil modernisiert, Lücke in Bebauung durch Bad geschlossen, im Inneren des Wohnhauses-Erdgeschosses Kölner Decken, Scheune noch in originalem Zustand, Bausubstanz ausbesserungsbedürftig. | M. 19. Jh.      | 16.06.1987                        | 28              |
| Backstein - Hofanlage                 | Backstein - Hofanlage                 | Golzheim St.-Sebastianus-Straße 24 Karte         | Um 1830; 3-flügelige Hofanlage aus Backstein, das traufenständige Wohnhaus zur Straße aus Fachwerk, das Haus verputzt, 5 Achsen mit mittlerem Eingang, Türen und Fenster aus der Bauzeit, über der Tür Oberlicht mit Vergitterung, Die Fenster mit Schlagläden, links an das Wohnhaus angebaut die überdachte Toreinfahrt mit nach links angebautem Stallteil, die Toreinfahrt korbbogig mit profilierten Kämpfern aus Backstein, die Traufseite des Stallbereiches aus Fachwerk mit Backsteinausfachung; Fenster aus dem 19. Jahrhundert; das Anwesen wird seitlich jeweils flankiert von Baumgärten und hat seinen näheren Freiraum erhalten. Westliche Giebelfläche in den 1990er Jahren mit Schwemm- und KS-Steinen ausgebessert, hier ist eine Verbretterung vorgesehen, sonst keine optischen Veränderungen zur Straße hin, zum Hof hin ist das Fachwerk sichtbar, Eingangsbereich des Wohnhauses mit weitgehend originalem Plattenbelag, ursprüngliche Treppe noch vorhanden, Raumteilung bereits vor Unterschutzstellung verändert, im heutigen Küchenbereich Kölner Decken wieder freigelegt, Im Obergeschoss Dach abgedichtet, hofseitiger Balkon derzeit demontiert und in Überarbeitung, der Innenhof mit Pflasterung und Grünflächen gestaltet, Reste eines Brunnenschachts freigelegt und gesichert, die Stallungen wurden teilweise neu gedeckt und werden heute als Werkstätten genutzt, die östlich des Hofes gelegene Fläche Mitte der 1990er Jahre bebaut, die Fläche westlich des Hofes mit stark verwildertem Baumgarten. | um 1830         | 29.07.1987                        | 29              |
| Backstein - Hofanlage                 | Backstein - Hofanlage                 | Golzheim Schoellerhof Karte                      | Um 1870; 4-flügelige Backstein-Hofanlage mit zentralem 2-geschossigem Wohnhaus, das Wohnhaus zu 5 Achsen, die Mittelachse als Risalit betont mit Staffelgiebel, die beiden äußeren Fenster jeweils enger zusammengefasst, die seitlichen, den Hof umschließenden Wirtschaftsflügel mit stichbogigen Fenstern und darübersitzenden Lunetteöffnungen, das Wohnhaus mit moderner Ganzverglasung, die Türen aus der Bauzeit, im Hof mittlerer 1-geschossiger Bau mit Walmdach. Charakteristische Gutshofneuanlage des späten 19. Jahrhunderts im Rahmen des Zuckerrübenanbaus. Im Haupthaus Raumaufteilung 1985 geändert in Abstimmung mit dem Rheinischen Amt für Denkmalpflege, gleichzeitig Nutzungsänderung; frühere zweiflügelige Eingangstür mit Monogramm Cäsar Schoellers von der Feldseite ins Innere des Haupthauses verlegt, frühere Freitreppe mit davorliegendem Kiersrondell auf der Westseite in Terrasse mit Gartenanlage umgewandelt; Dach des Haupthauses auf der Nordseite neu eingedeckt; Haupthaus 1999 mit neuem Anstrich versehen; die Wirtschaftsgebäude erhielten in den 1990er Jahren einen neuen Anstrich, die Sockelzonen wurden erneuert. | um 1870         | 13.11.1989                        | 33              |
| Backstein - Hofanlage                 | Backstein - Hofanlage                 | Golzheim Aachener Straße 1 Karte                 | Backstein-Hofanlage, das Wohnhaus traufständig zur Straße zu 5 Achsen, mit mittlerem Eingang, die Fenster mit Kämpfer- und Sockelsteinen für die Schlagläden, die geschnitzte Tür mit Oberlicht aus der Bauzeit, die Türlaibung später verändert, moderne Ganzverglasung, nach links ein 1-geschossiger Anbau mit einem korbbogigen, modern vermauerten Tor | um 1830         | 13.01.1992                        | 35              |
| Backstein - Hofanlage                 | Backstein - Hofanlage                 | Golzheim Buirer Straße 42 Karte                  | Ankerdatierung über dem Torbogen, 4-flügelige Backstein-Hofanlage, Zur Straße linksseitig ein 2-geschossiger Wohnhaus zu 5 Achsen mit mittlerem Eingang, der Eingang mit profilierten Sandsteingewänden, über der Mittelachse in der Dachzone eine geschweifte Giebelfront mit eingesetztem Okulus, hofseitig 3 Stall- und Wirtschaftsgebäude mit z. T. vorkragendem Dach, die Bauten aus dem 19. und 20. Jahrhundert, zur Straße rechts an das Haupthaus angefügt ein Wirtschaftsteil mit korbbogigem Tor. | 1861            | 13.01.1992                        | 36              |
| Ahrburg                               | Ahrburg                               | Golzheim Burgweg 17 Karte                        | 1748 Haupthaus, Türsturzdatierung; Haupthaus aus Backstein zu 5 Achsen mit mittlerem Eingang, profiliertes Türgewände mit Oberlicht, das Oberlicht vergittert, datiert, die Fenster mit geradem Sturz und Blausteingewände, Schlagläden, Mansardwalmdach, gegenüberliegend den Hof begrenzend ein breiter Scheunenbau mit 2 aneinanderliegenden Toreinfahrten und weitem Dachüberstand, der Bau aus dem 18. Jahrhundert, die Verbindungsflügel sowie die Vorbauten nach Westen aus dem 19. und 20. Jahrhundert, vor dem Haus schneckenförmige Spiralbrüstung. Im Haupthaus nach Auskunft des Pächters die Raumaufteilung unverändert, z. T. Kölner Decken, die teilweise in alter Form wiederhergestellt wurden; Bodenbelag unverändert, im Entrée Kachelboden; 1998 Einbau neuer Wasser- und Heizungsleitungen, die das Erscheinungsbild nicht verändert haben; 1996 wurden die bereits farbig gefassten Flächen von Haupthaus und Schau- (Feld)seite der Wirtschaftsgebäude mit einem neuen, denkmalgerechten Außenanstrich versehen; südlich des Haupthauses ein kleiner Park mit altem Baumbestand. | 1748            | 07.06.1985                        | 37 (vorher 7)   |
| Hofanlage                             | Hofanlage                             | Merzenich Bergstraße 1 Karte                     | Um 1700; neben dem Kirchhügel liegende 3-flügelige Hofanlage aus Fachwerk, das traufständige Wohnhaus zur Straße verputzt, 3 größere Fenster der Zeit um 1800, sowie in der 2. Achse ein Zwillingsfenster, sämtliche Fenster mit alten Schlagläden, der rechte Giebel sowie die Traufseite zum Hof mit offenliegendem Fachwerk, die Gefache mit Lehmstaken, zum Hof der Eingang in Mittellage und einzelne Fenster, rechts neben dem Wohnhaus das Hoftor, im rückwärtigen Hofbereich Stall und Scheune des 19. Jahrhunderts aus Backstein. 1686 laut Bauinschrift errichtet, 1986 durch die Gemeinde für den Heimat- und Geschichtsverein Merzenich erworben, in Zusammenarbeit mit dem Rheinischen Amt für Denkmalpflege beim Wohnhaus Erneuerungen des Fachwerkgerüsts, neue Lehmausfachungen, Neueindeckung des Satteldaches, Einbau von Holzsprossenfenstern in den ursprünglichen Öffnungen, dadurch straßenseitig zwei Doppelfenster in einem einzelnen Fenster, zur Straße hin nunmehr sichtbelassenes Fachwerk, zum Hof hin zweite Tür erstellt, bei der Scheune Entfernung des neuzeitlichen Scheunenvorbaus, Rekonstruktion einer Fachwerkwand, feldseitige Scheunentraufwand mit Ziegelausfachung wiederhergestellt, Kuhstall erhalten, alle anderen Stallgebäude aufgrund des schlechten Bauzustandes abgetragen und auf altem Grundriss mit Ziegelsteinen wieder errichtet, neuer Pferdestall errichtet, Hof gepflastert, eine neue Toranlage schließt den Innenhof zur Straße hin ab, Baumaßnahmen 1988 abgeschlossen, seitdem Nutzung als Heimatmuseum Merzenich. | um 1700         | 11.06.1985                        | 16              |
| Backsteinhaus                         | Backsteinhaus                         | Merzenich Bergstraße 9 Karte                     | Um 1860, 2-geschossiges Backsteinhaus, zur Bergstraße links ein 3-achsiger, traufenständiger Bau, der zur Nebenstraße 7 Achsen aufweist, zur Bergstraße der linke Bauteil mit rechtem Eingang, die Fenster mit geradem Sturz und Werksteingewänden, über dem Giebel gegossenes Eisenkreuz, die rechte Traufseite mit mittlerem Eingang. Mitte der 1980er Jahre Entfernung der Zementplatten am Westgiebel, neue Mauerschale aus Feldbrandsteinen vorgesetzt, Überarbeitung der Fenster- und Türgewände, neue Ausfügung. | um 1860         | 11.06.1985                        | 17              |
| Alte Pfarrkirche                      | Alte Pfarrkirche                      | Merzenich Lindenplatz Karte                      | 14., 15., 16. Jahrhundert; Ruine der alten Pfarrkirche mit quadratischem Westturm, die Gewände aus Rotsandstein, Kirchhügel wird umgeben von einer Bruchstein- und Backsteinmauer mit breiten Stützpfeilern, die Kirche umgeben Steinkreuze aus Blaustein und Rotsandstein des 17. und 18. Jahrhunderts, die Kirchenruine im Wesentlichen mit Mauerzügen etwa bis zur Höhe des Dachansatzes erhalten, Bruchsteinmauerwerk aus Sandstein, der Turm aus Werkstein mit kleiner Rosette weit oberhalb des südlichen Eingangs. | 14. 15. 16. Jh. | 11.06.1985                        | 18              |
| Pumpe                                 | Pumpe                                 | Merzenich Lindenplatz Karte                      | Um 1850, gusseiserne Pumpe mit kanneliertem Säulenschaft und verzinktem Schwängel, vor der Pumpe ein kleines halbrundes Becken. | um 1850         | 11.06.1985                        | 19              |
| Fachwerkhaus                          | Fachwerkhaus                          | Merzenich Lindenplatz 5 Karte                    | 1784 laut Balkeninschrift; 2-geschossiges Fachwerkhaus einer ehemaligen Hofanlage, das Wohnhaus traufenständig zu 5 Achsen, die beiden äußeren Achsen jeweils eng zusammengefasst, die Fenster des Erdgeschosses um 1900, das enge Fachwerk mit Zapfenschlössern, die rechte Giebelseite im oberen Bereich modern verbrettert, ursprünglich war an dieses Haus ein weiteres Fachwerkhaus, Haus Nr. 7, angebaut, dieses abgerissen, links neben dem Haus ursprünglich eine Toreinfahrt, dies im Krieg zerstört, die Türen des Innenhauses aus dem 19. Jahrhundert, der Keller tonnengewölbt mit Brunnen, die Wirtschaftsbauten aus Backstein, 19. Jahrhundert. Wohnhaus: ursprüngliche Raumaufteilung um 1980 geändert nach mehrjährigem Leerstand, um 1985 Einbau einer Bodenheizung, Verlegung eines neuen Plattenbelags, neuer Kamin, Erneuerung des Außenanstrichs, 1992 Einbau einer Heizungsanlage, ab 1996 Erneuerung des Dachstuhls: Firstbalken komplett erneuert, Verstärkung der konstruktiv tragenden Teile, Westgiebel aus ziegeldickem Mauerwerk isoliert und verbrettert, im Inneren Lehmputz aufgetragen; der freistehende Ostgiebel war ohne Ausfachung, diese mit Staken und Lehmausfachung ausgeführt, die Außenwand verbrettert, innen Auftrag von Lehmputz; im Gewölbekeller Brunnen und Relikate eines Backofens; Wirtschaftsbauten um 1985 neu verputzt. | 1784            | 11.06.1985                        | 20              |
| Mühle/Wasserturm                      | Mühle/Wasserturm                      | Merzenich Mühlenstraße, Ecke Mühlendriesch Karte | 1608 laut Inschrifttafel im Mauerwerk; Renovierung und Umbau 1912 laut Wetterfahne; 4-geschossiger runder Backsteinturm mit korbbogiger Durchfahrt im Erdgeschoss, beidseitige Renaissanceportale aus Kalkstein mit Diamantquaderung, unregelmäßige Fenstereinteilung mit Werksteingewänden, der obere Turmbereich 1912 neu aufgemauert, z. T. mit Holzschindeln verkleidet, Schieferdach, über dem stadtseitigen Portal verwitterter Wappenstein. | 1608            | 11.06.1968                        | 21              |
| Wegekreuz                             | Wegekreuz                             | Merzenich Mühlenstraße, Ecke Weidenkopf Karte    | 18. Jahrhundert; hohes, schmiedeeisernes Wegekreuz mit reichen gotisierenden Schmuckformen, der spätere Korpus aus Metallguss. Standort laut Aussage des Eigentümers nicht ursprünglich, eigentlicher Standort an der Südwestecke des Grundstücks; einige kleinere Schäden am Metall ausgebessert, Anstrich erneuert. | 18. Jh.         | 11.06.1985                        | 22              |
| Wegekreuz Kalksandstein               | Wegekreuz Kalksandstein               | Merzenich Mühlenstraße 18 Karte                  | 1854; neugotisches Kalksteinkreuz mit reliefiertem Sockel, der Korpus aus Metallguss. Standort laut Aussage des Eigentümers nicht ursprünglich, eigentlicher Standort an der Nordwestecke des Grundstücks (Ecke Weidenkopf); Farbfassung stark abgängig, Inschrift auf der Schauseite größtenteils noch leserlich. | 1854            | 11.06.1985                        | 23              |
| BW                                    | Kreuz                                 | Merzenich Weidenkopf Nr. 1 Karte                 | Um 1860; kleines gusseisernes Kreuz mit Palmettenendungen und gegossenem Korpus. Das Kreuz wurde nach übereinstimmender Aussage von Herrn Hans Dresen und Herrn Franz Ritz um 1990 gestohlen. | um 1860         | 11.06.1985                        | 24              |
| Fachwerkhofanlage                     | Fachwerkhofanlage                     | Merzenich Lindenstraße 23 Karte                  | Um 1700; nach Auskunft des Eigentümers um 1680; Fachwerkhofanlage, der Wohnbau zur Straße traufenständig mit 5 Fensterachsen, die linke Achse von den anderen abgesetzt, nach links hohe Toreinfahrt mit im oberen Bereich versprossten Torflügeln, das Fachwerk mit Backsteinen ausgefüllt und weiß geschlämmt, im rückwärtigen Hofbereich Backsteinscheune mit korbbogiger Einfahrt und linkem Fachwerkvorbau unter gemeinsamem Dach. Jahreszahl auf nicht mehr vorhandenem Torklopfer eingraviert, im Schlafzimmer und Wohnraum zur Straße hin noch Kölner Decken vorhanden, Bodenbelag aus schwarzen und weißen Platten noch erhalten, Raumaufteilung bereits vor der Unterschutzstellung verändert im Bereich der Diele durch Einziehen einer Zwischenwand sowie Raumvergrößerung zu einem Anbau hin, ansonsten ursprüngliche Raumaufteilung unverändert, Sprossenfenster, Treppe aus der Zeit um 1900; das Wohnhaus früher jährlich mit Kalkanstrich versehen; die Scheune diente 2000 als Unterstellplatz. | um 1700         | 01.06.1987 11.11.2003 (Ergänzung) | 30              |
| Backstein - Hofanlage                 | Backstein - Hofanlage                 | Merzenich Weidenkopf 2 Karte                     | 1875; geschlossene, 2-geschossige Vier-Flügel-Anlage aus Backstein, das rechte giebelständige Wohnhaus zur Ecke gelegen, der Giebel zu 3 Achsen, die rechte Traufseite zu 5. Achsen, Die Fenster aus der Bauzeit mit Schlagläden, links an den Giebeln angesetzt die korbbogige Toreinfahrt mit Keilsteindatierung; der Eingang zur Toreinfahrt in der Mittelachse gelegen, der Eingang mit Kalksteingewänden, die anderen Flügel der Anlage als Stall- und Scheunenbauten, der Flügelbereich hinter dem Wohnhaus z. T. modern erneuert. Die ursprüngliche Raumaufteilung erhalten, im Erdgeschoss neue Bodenfliesen, die Decken im Erdgeschoss neu verkleidet, z. T. noch Stuckdecken vorhanden. | 1875            | 29.05.1987                        | 31              |
| Kath. Pfarrkirche St. Laurentius      | Kath. Pfarrkirche St. Laurentius      | Merzenich Lindenstraße 3 Karte                   | 1898/1901; neugotische Backstein-Hallenkirche mit vorgestelltem Westturm, der gestelzte Chor mit 5/8-Schluss, Querhaus, der Innenraum mit Kreuzrippenwölbung, die Rundpfeiler mit Diensten, die Bleiverglasungen aus der Bauzeit, ebenso die Türen und Teile der Einrichtung mit neugotischem, reich geschnitztem Altar und nördlichem Renaissancealtar. 1989 Sanierung des Kirchendaches, 1992 Sanierung des Mauerwerks des Turms, 1996 Zerstörungen an der äußeren Treppenanlage durch Vandalismus, 1996/1997 Einbau einer neuen Orgel mit neuem Orgelprospekt | 1898 / 1901     | 13.01.1992                        | 34              |
| Kath. Pfarrkirche St. Lambertus       | Kath. Pfarrkirche St. Lambertus       | Bürgewald Ellener Straße 3 Karte                 | Turm 16./18. Jahrhundert, 1775; nach den Kriegszerstörungen wieder aufgebaute kleine Saalkirche aus Bruch-Sandstein mit vorgesetztem Westturm, der Sockel des Turmes aus Bruchstein, die oberen Geschosse, aus Backstein, Pyramidendach, im Turm frontales Portal mit Sandsteingewände, das Gewände profiliert, Stur seitlich mit ehem. Tondi versehen, das Langhaus auf der Nordseite im Mauerwerk erhalten mit 2 rundbogigen Fenstern, die übrigen Bauteile nach dem Krieg ergänzt und das Kirchenschiff auf der Südseite erweitert, in der Nordwand im Innenraum ein Steinrelief mit der Darstellung eines Bischofs, im Kirchenvorraum ein Wandtaufbecken mit Muschelform und Messingabdeckung, auf dem umgebenden Kirchhügel Grabsteine des 19. Jahrhunderts. | 1775            | 11.06.1985                        | 25              |
| Wegekreuz                             | Wegekreuz                             | Bürgewald Oberstraße 45 Karte                    | 1765; Sandsteinkreuz auf Blausteinsockel mit Konsole, der Kreuzaufsatz als Ergänzung des ursprünglichen Blausteinkreuzes. Das Kreuz ohne Korpus, die Inschrift in schwarzer Farbe. | 1765            | 11.06.1985                        | 26              |
| Pumpe                                 | Pumpe                                 | Bürgewald Unterstraße 36 Karte                   | 2. Hälfte des 19. Jahrhunderts; gusseiserne Pumpe mit Schwängel, farbig grau gefasst, starke Rostbildung, Pumpenschwängel festgesetzt, Schaft polygonal, Kopf der Pumpe stark profiliert mit Bogenfries. Die Pumpe ist zurzeit defekt. | 2. H. 19. Jh.   | 11.06.1985                        | 27              |

## Ehemalige Baudenkmäler
| Bild      | Bezeichnung | Lage                         | Beschreibung | Bauzeit            | Eingetragen seit          | Denkmal- nummer |
| --------- | ----------- | ---------------------------- | --- | ------------------ | ------------------------- | --------------- |
| Wegekreuz | Wegekreuz   | Golzheim Schoellerhof Karte  | Um 1870; hölzernes Kreuz mit Palmettenendungen, der hölzerne Korpus farbig gefasst. Das Kreuz wurde ca. 1990 restauriert, über dem Korpus Schriftband mit INRI-Schriftzug, unter dem Korpus mit blau gefasstem Lendentuch die Inschrift: Im Kreuz ist Heil. | um 1870            | ausgetragen am 16.07.2020 | 15              |
| Hofanlage | Hofanlage   | Merzenich Ürlingsweg 2 Karte | 18. Jahrhundert und Mitte des 19. Jahrhunderts; Rest einer ehemaligen mehrflügeligen Hofanlage aus Backstein, das Wohnhaus giebelständig zur Straße in der Mitte des 19. Jahrhunderts aus Backstein vorgesetzt zu 4 Achsen, die Fenster des Erdgeschosses mit Blausteinsolbänken sowie Keilstein und Zapfensteine, der rückwärtige Hauskörper aus Fachwerk, z. T. mit Lehmstaken-, z. T. mit Backsteinausfachung, der rückwärtige Teil z. T. verputzt, unregelmäßige Fenstereinteilung mit seitlicher Tür in der linken Traufseite, linke Traufseite im linken Bereich eingezogen, anschließend niedrige Stallflügel sowie ein querliegender, hoher Scheunenbau mit weit vorkragendem Dach. | 18. Jh. M. 19. Jh. | ausgetragen am 04.07.2013 | 32              |